# S7 Airlines

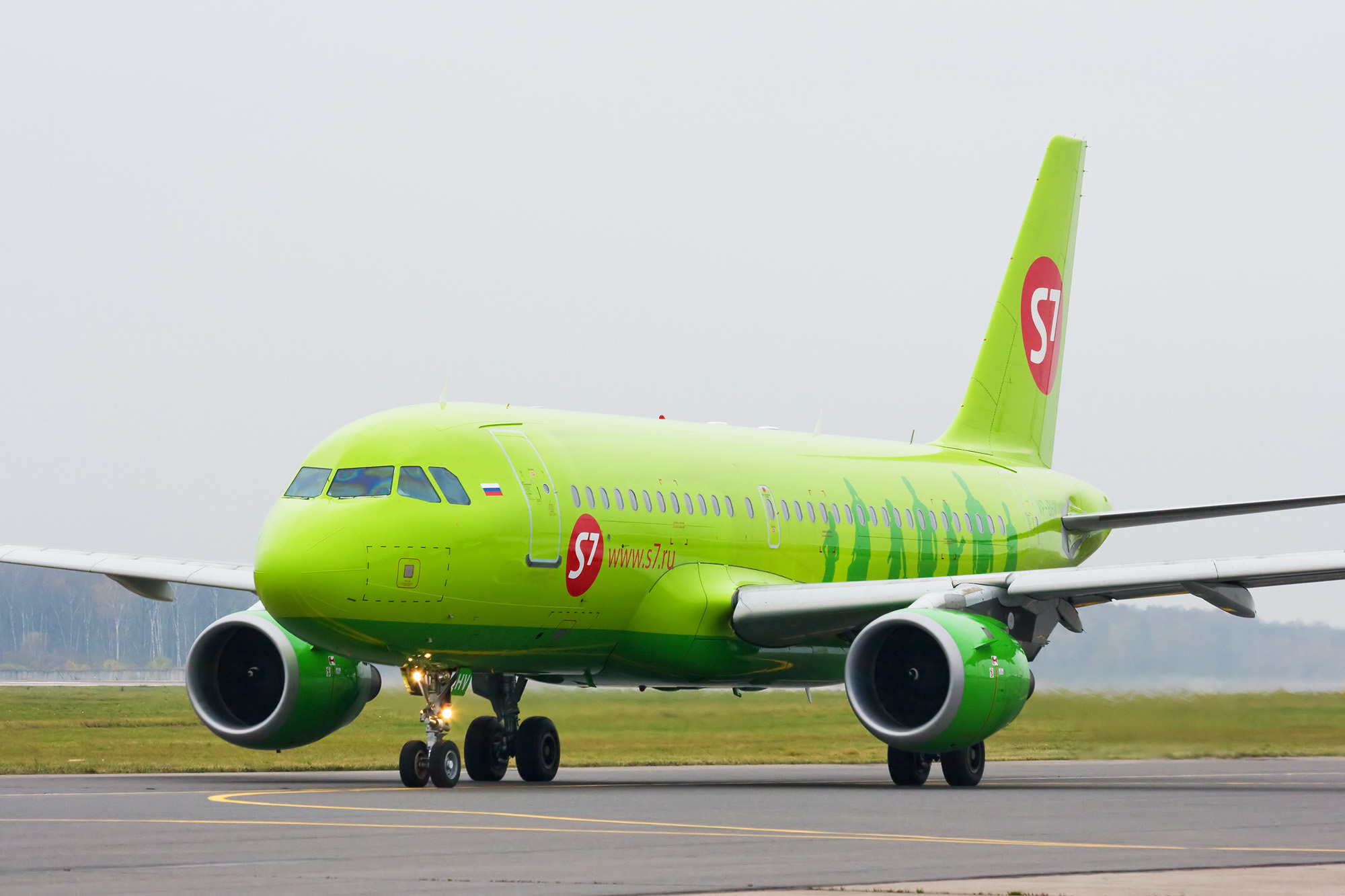
Airbus A319.

PJSC Siberia Airlines (en ruso: ПАО «Авиакомпания "Сибирь"»), operando como S7 Airlines es una aerolínea rusa con sede central en el Óblast de Novosibirsk y oficinas en Moscú.  Sus centros de conexiones principales son el Aeropuerto Internacional de Novosibirsk-Tolmachevo y el Aeropuerto Internacional de Moscú-Domodédovo desde donde vuela a más de 100 destinos en 30 países de Europa, Medio Oriente y Asia mediante una extensa red en la Comunidad de Estados Independientes. Desde 2010, la aerolínea es miembro de la alianza oneworld.opera aviones Airbus y espera aviones rusos S7 Airlines es la segunda aerolínea más grande de Rusia y la más grande en términos de vuelos dentro del país.
Los accidentes mortales que ha tenido son el vuelo 778 de S7 Airlines y el vuelo 1812 de S7 Airlines, el vuelo 5220 de S7 Airlines se considera incidente, ya que no falleció nadie,  

## Flota

### Flota Actual
La flota de S7 Airlines se compone de las siguientes aeronaves (a noviembre de 2023):
La edad media de S7 Airlines a noviembre de 2023 es de 10,9 años
*ppa: pasajeros por avión

## Código Compartido
S7 tiene código compartido con las siguientes aerolíneas:
- Belavia
- British Airways (Oneworld)
- LATAM Airlines (Oneworld)
- Royal Jordanian (Oneworld)
- Wind Rose Aviation
- Yakutia Airlines
- Iberia (Oneworld)